# Fatma Chamakh-Haddad

Giáo sư Chamakh-Haddad

Fatma Chamakh-Haddad hoặc Fatma Haddad-Chamakh (10 tháng 3 năm 1936 – 2 tháng 5 năm 2013) là một giáo sư, nhà triết học, nhà nữ quyền và nhà hoạt động Tunisia.

## Tiểu sử
Sinh năm 1936 tại Tunis, Fatma Chamakh-Haddad xuất thân từ một gia đình trí thức Hồi giáo và dân tộc. Bà được giáo dục khi còn nhỏ ở Tunis, đáng chú ý là ở trường trung học Nga. Khi còn là thiếu niên, bà trở thành thành viên của Neo Destour (Đảng Tự do Hiến pháp mới) và Tổng liên hiệp sinh viên Tunisia (UGET). Sau đó bà đến trường đại học ở Paris, nơi bà tham gia cùng các anh em của mình.
Năm 1955, bà bắt đầu nghiên cứu triết học, nhân chủng học, và ngôn ngữ và văn minh tiếng Anh tại Đại học Sorbonne ở Paris. Năm 1961, bà được nhận vào cạnh tranh của agrégation của triết học. Sau đó, bà lấy bằng tiến sĩ bằng cách trình bày vào năm 1977, tại Paris, một luận án có tựa đề Triết học có hệ thống và Hệ thống triết học chính trị của Spinoza, được phát triển dưới sự chỉ đạo của Paul Ricœur (luận án được xuất bản ở Tunis năm 1980). Trong thời gian học tại Paris, bà trở thành phó chủ tịch của UGET và là thành viên của nhóm Néo Destour địa phương.
Sau khi bà agrégation, bà trở về Tunisia. Bà dạy đầu tiên ở giáo dục trung học và tại Trường Giáo sư Trợ lý Quốc gia trước khi gia nhập Đại học Tunis năm 1967: bà là trợ lý từ 1967 đến 1968, trợ lý chính từ năm 1968 đến 1977, giảng viên thạc sĩ từ 1977 đến 1982, giáo sư giáo dục đại học trong lịch sử về triết học hiện đại tại Khoa Triết học thuộc Khoa Nghệ thuật và Nhân văn Tunis năm 1982, sau đó là Giáo sư Danh dự. Bà đã làm việc và xuất bản về quyền con người và quyền phụ nữ, về triết học chính trị, cũng như trong lĩnh vực đạo đức sinh học (đặc biệt quan tâm đến các vấn đề đau khổ và đau đớn) với tư cách là thành viên của Ủy ban Đạo đức Y khoa Quốc gia Tunisia.
Là một chuyên gia Baruch Spinoza, bà đặc biệt nắm giữ sự tách biệt giữa chính trị và thần học, và một phương pháp để phân tích các vấn đề của nền văn minh hiện đại, cũng như thế giới Ả Rập - Hồi giáo.
Từ năm 1966, bà cũng trở thành thành viên của ủy ban trung ương của Liên hiệp Phụ nữ Tunisia (UNFT). Sau đó, bà tham gia vào bàng việc của Trung tâm Nghiên cứu, Nghiên cứu, Tài liệu và Thông tin về Phụ nữ và Hiệp hội Phụ nữ Nghiên cứu Phát triển Tunisia (AFTURD), các tổ chức liên quan đến nguyên nhân của phụ nữ. UNFT gần với các tổ chức quyền lực và đại diện vào thời điểm được gọi là " chủ nghĩa nữ quyền nhà nước " do chính phủ (Đảng Xã hội chủ nghĩa) của Tunisia đưa ra, AFTURD độc lập hơn với sự kiểm soát của chính phủ. Fatma Chamakh-Haddad đã tham gia và lãnh đạo các hội thảo và hội thảo học thuật về chủ đề nguyên nhân của phụ nữ. Lợi dụng sự quan tâm của các nhà cai trị Tunisia đối với chủ đề này, bà đã tham gia sáng tạo, tại Viện Khoa học Con người của Tunis (Viện Ibn Charaf), một thạc sĩ chuyên nghiệp về nghiên cứu phụ nữ, một sáng kiến mới trong trường đại học Tunisia. Bằng cấp thạc sĩ này, bà đã dành những năm cuối cùng cho hoạt động học tập của mình.
Bà mất vào ngày 2 tháng 5 năm 2013.